# Hendrik Jackson

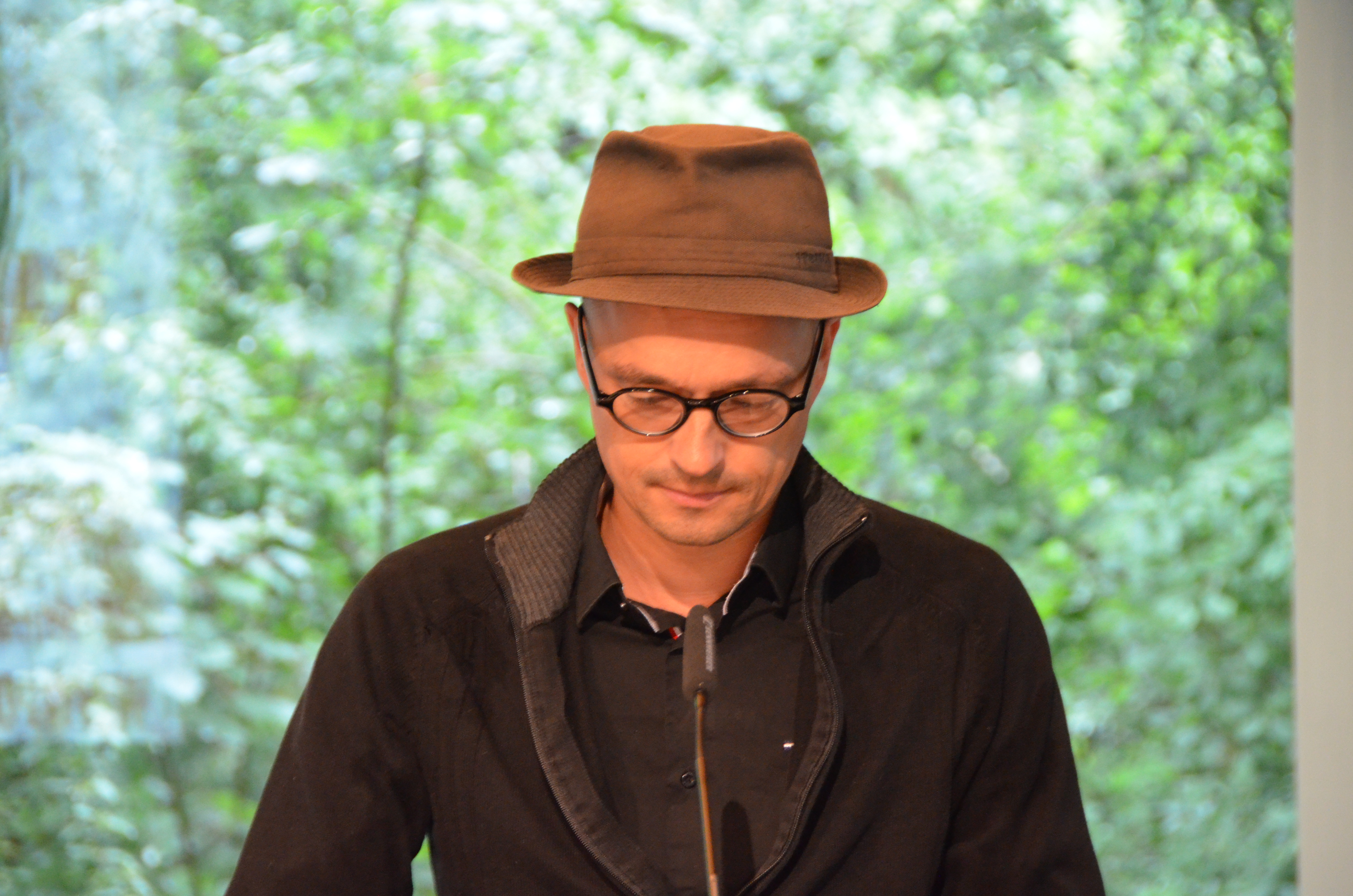
Hendrik Jackson auf dem Poesiefestival Berlin 2015

Hendrik Jackson (* 8. Juni 1971 in Düsseldorf) ist ein deutscher Schriftsteller. Er lebt in Berlin.

## Leben und Werk
Hendrik Jackson wuchs in Münster auf. Er studierte Filmwissenschaft, Slawistik und Philosophie in Berlin, wo er als freier Autor und Übersetzer lebt. Von 2019 bis 2021 unterrichtete er an der MGU Moskau deutsche zeitgenössische Literatur und Übersetzung, seit 2022 an der Universität Stettin. Neben seiner Arbeit als Lyriker, Essayist und Übersetzer vor allem aus dem Russischen ist er Herausgeber des Internetportals www.lyrikkritik.de. Außerdem veranstaltete er mit anderen Lyrikern die Literaturreihe Parlandopark, in der Autoren wie Marte Huke, Monika Rinck, Christian Filips, Steffen Popp u. a. auftraten, und gründete und leitete in Zusammenarbeit mit dem Berliner Haus für Poesie die „Akademie für Lyrikkritik“. 2022 war er Mitgründer des PEN Berlin.

## Auszeichnungen
- 2020: Heimrad-Bäcker-Preis – „neue texte“-Essaypreis[2]
- 2013 und 2016: Arbeitsstipendium des Berliner Senats
- 2008: Förderpreis zum Friedrich-Hölderlin-Preis der Stadt Bad Homburg vor der Höhe
- 2007: Förderpreis zum Hans-Erich-Nossack-Preis
- 2005: Wolfgang-Weyrauch-Förderpreis beim Literarischen März in Darmstadt
- 2004: Förderpreis für Literatur der GWK
- 2002: Rolf-Dieter-Brinkmann-Stipendium der Stadt Köln

## Veröffentlichungen
Einzeltitel
- Panikraum – 3 Erkundungen. kookbooks, Berlin 2018, ISBN 978-3-937445-91-5.
- Provintsiya – Buchrolle über Russlands Provinz, gemeinsam dem Fotografen Heinrich Voelkel, round-not-square, Berlin 2017.
- sein gelassen – Aufzeichnungen. kookbooks, Berlin 2016, ISBN 978-3-937445-74-8.
- Im Licht der Prophezeiungen. kookbooks, Berlin 2012, ISBN 978-3-937445-52-6.
- Im Innern der zerbrechenden Schale. Poetik und Pastichen, kookbooks, Berlin 2007, ISBN 978-3-937445-24-3.
- Dunkelströme. Gedichte, kookbooks, Berlin 2006, ISBN 3-937445-18-8.
- brausende Bulgen – 95 Thesen über die Flußwasser in der menschlichen Seele. Edition per procura, Wien Lana 2004, ISBN 3-901118-52-7.
- Einflüsterungen von seitlich. Gedichte, Morpheo-Verlag, Berlin 2001, ISBN 3-934200-05-2.

Übersetzungen
- Olga Sedakowa: Chinesische Reise. Essays und Gedichte. hochroth Verlag, Berlin 2020, ISBN 978-3-903182-40-0

- Wiktor Iwaniv: The automic stories. hochroth Verlag, Berlin 2015, ISBN 978-3-902871-62-6.
- Dmitri Wenewitinow: Flügel des Lebens. Gesammelte Werke. Ripperger & Kremers 2016, ISBN 978-3-943999-26-6.
- Alexej Parschtschikow: Erdöl. Gedichte. kookbooks 2010, ISBN 978-3-937445-43-4.
- Marina Zwetajewa: Poem vom Ende/Neujahrsbrief. Edition per procura, Wien; Lana 2002, ISBN 3-901118-50-0.

Weitere (Auswahl)
- Anja Bayer, Daniela Seel (Hrsg.): all dies hier, Majestät, ist deins – Lyrik im Anthropozän. kookbooks, Berlin 2016, ISBN 978-3-937445-80-9.
- mit Ann Cotten, Daniel Falb, Steffen Popp und Monika Rinck: Helm aus Phlox. Zur Theorie des schlechten Werkzeugs. Merve Verlag, Berlin 2011, ISBN 978-3-88396-292-4.
- Laute Verse: Gedichte aus der Gegenwart. dtv, München 2009.
- szenischer wechsel, uneingelöst. E-Mail Gespräch über Lyrik mit Katharina Schultens in: Bella triste. Nr. 20, Hildesheim 2008.
- Was zu beschreiben wäre. Essay. In: Bella triste. Nr. 17, Sonderausgabe zur deutschsprachigen Gegenwartslyrik, Hildesheim 2007.
- Gedichte in: Lyrik von jetzt. 74 Stimmen. Hrsg. von Jan Wagner und Björn Kuhligk. DuMont, Köln 2003, ISBN 3-8321-7852-X.
- Radiofeature: Arabesque Dancer in Second – Aus der Welt der Pferderennen. Feature von Annette Brüggemann und Hendrik Jackson (DLF 2008)